# Liste des aires protégées du Niger
Le Niger compte cinq réserves naturelles représentant 84 000 km2 soit 6.6 % de la surface du territoire et un parc national. Deux sites sont classés au patrimoine mondial de l'UNESCO.

## Liste des aires protégées du Niger
| Aire protégée                                                  | Statut                                                                                          | Superficie / Localisation | Type de végétation                                | Faune caractéristique                                                                           |
| Parc national du W du Niger                                    | Parc national créé en 1954 inscrit au patrimoine mondial de l'UNESCO depuis 1996                | 2 200 km2                 | zones humides savane arborée à Adansonia digitata | Lamantins, guibs harnachés Girafes du Niger, guépards, éléphants, hippopotames, léopards, lions |
| Réserve totale de faune de Gadabédji                           | Réserve de Faune (depuis 1954)                                                                  | 760 km2                   |                                                   |                                                                                                 |
| Dosso                                                          | Réserve de Faune (depuis 1962)                                                                  | 3 065 km2                 |                                                   |                                                                                                 |
| Tamou                                                          | Réserve de Faune (depuis 1976)                                                                  | 756 km2                   |                                                   |                                                                                                 |
| Réserves naturelles de l'Aïr et du Ténéré                      | Réserve naturelle nationale depuis 1988, inscrite au patrimoine mondial de l'UNESCO depuis 1991 | 77 360 km2                |                                                   | Addax                                                                                           |
| Réserve naturelle nationale de Termit et de Tin-Toumma (RNNTT) | Réserve naturelle nationale depuis le 6 mars 2012                                               | 97 000 km2                |                                                   | Addax, mouflon, guépard                                                                         |

## Zones humides d'importance internationale (convention de Ramsar)
Le Niger compte 12 sites classés par la convention de Ramsar.
| Site                          | Année de classement | Région    | Superficie    |
| Parc national du W du Niger   | 1981                | Tillaberi | 2 200,00 km2  |
| Complexe Kokorou-Namga        | 2001                | Tillaberi | 668,29 km2    |
| Lac Tchad                     | 2001                | Diffa     | 3 404,23 km2  |
| Zone humide du moyen Niger    | 2001                | Dosso     | 880,50 km2    |
| Zone humide du moyen Niger II | 2004                | Dosso     | 658,50 km2    |
| Dallol Bosso                  | 2004                | Dosso     | 3 761,62 km2  |
| Dallol Maouri                 | 2004                | Dosso     | 3 189,66 km2  |
| Gueltas et Oasis de l’Aïr     | 2005                | Agadez    | 24 132,37 km2 |
| La mare de Lassouri           | 2005                |           | 267,37 km2    |
| La mare de Tabalak            | 2005                |           | 77,13 km2     |
| La mare de Dan Doutchi        | 2005                |           | 253,66 km2    |
| Oasis du Kawar                | 2005                |           | 3 685,36 km2  |

## Réserves de biosphère
Le Niger possède trois réserves de biosphère reconnues par l'Unesco :
- Aïr et Ténéré, 1997 ;
- Complexe W-Arly-Penjari, 1996, transfrontière avec le Burkina Faso et le Bénin ;
- Gadabedji, 2017.